# Rolba

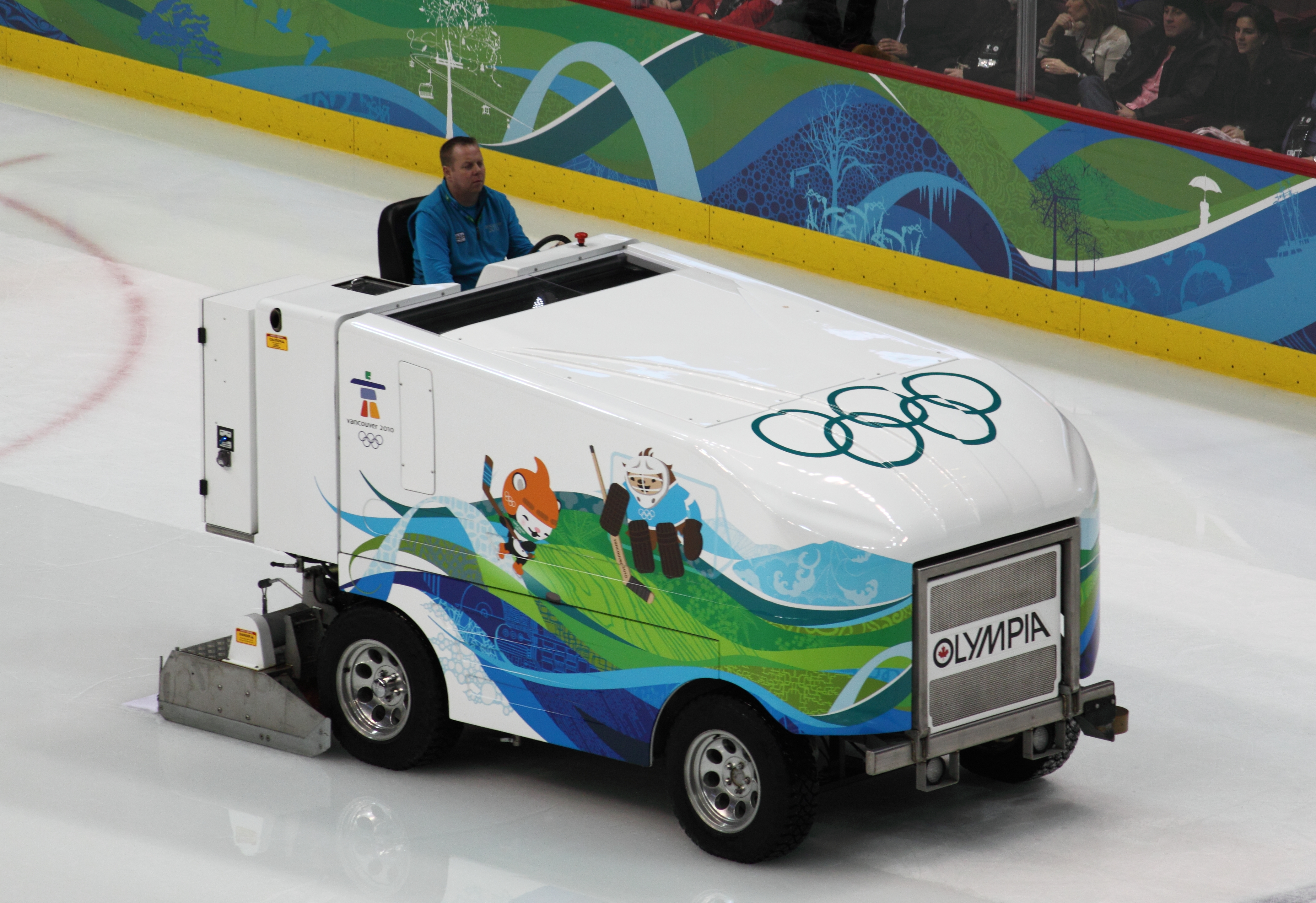
Rolba na Igrzyskach Olimpijskich Vancouver 2010

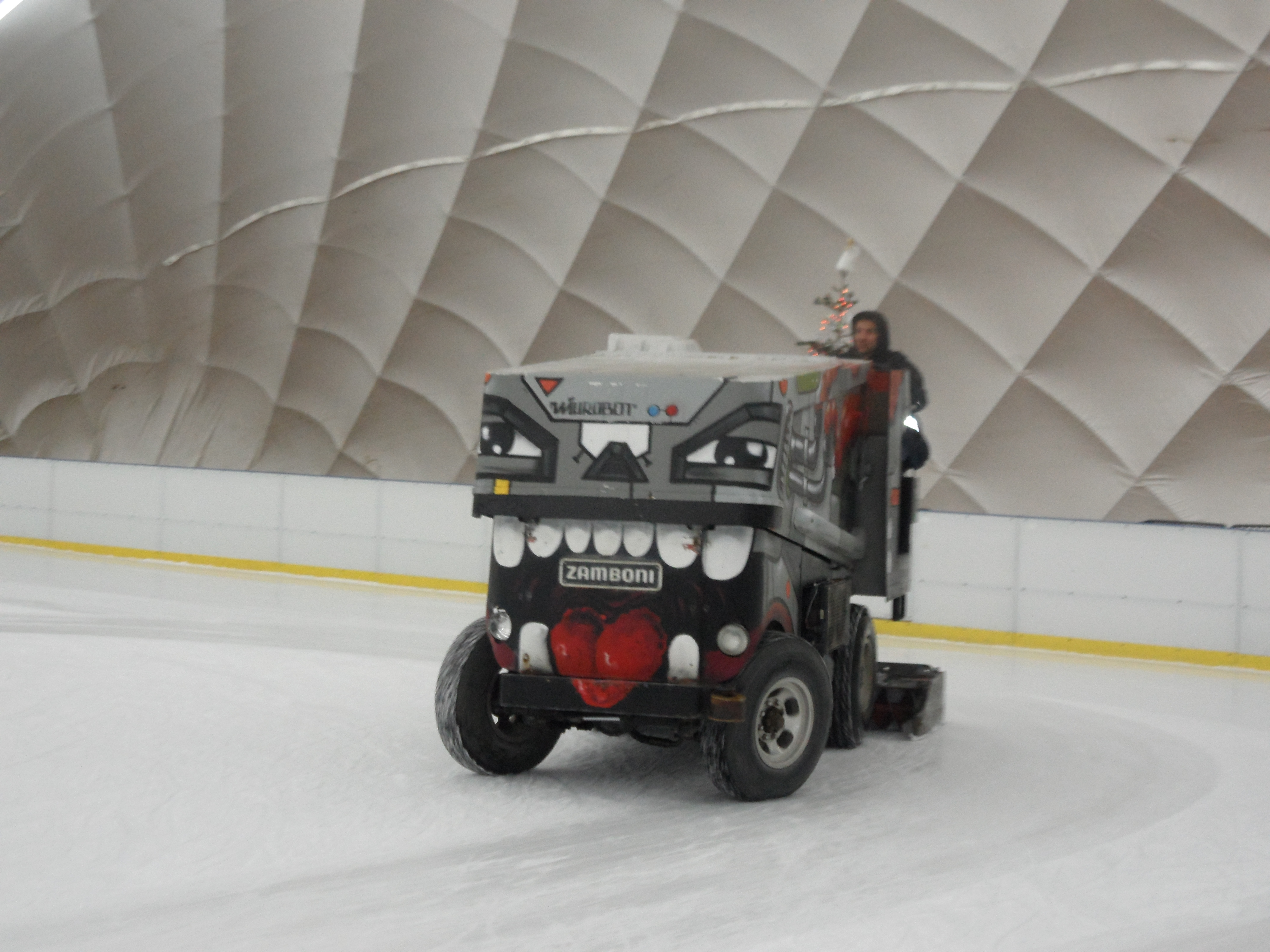
Maszyna Zamboni na lodowisku miejskim w Gdańsku

Rolba – popularna nazwa maszyny do odświeżania lodu, czyli rodzaju pojazdu czyszczącego i wygładzającego lód. Maszyna ta zbiera z powierzchni lodowiska powstały w trakcie użytkowania śnieg, nożem ścina cienką warstwę lodu. Dzięki systemowi wirników o kształcie śruby Archimedesa, ścięty i zebrany śnieg z tafli trafia do zbiornika umieszczonego w górnej, przedniej części maszyny. Następnie polewa taflę ciepłą wodą, która uzupełnia ściętą warstwę oraz wypełnia głębsze nierówności. Dodatkowo za maszyną wleczony jest materiał nasączający się wylewaną wodą, która topi ostre krawędzie na powierzchni, jak i niezebrane drobiny. Powoduje to równomierne rozprowadzenie wody, co w rezultacie nadaje tafli pożądaną gładkość. Dzisiejsze maszyny wyposażone są również w system laserowej kontroli grubości tafli lodowej, co w istotny sposób obniża koszty eksploatacji lodowiska.
Pierwsze rolby były zwykłymi przebudowanymi samochodami. Współczesne rolby posiadają napęd hydrauliczny na 4 koła, co oznacza, że silnik jest połączony z kołami za pośrednictwem układu hydraulicznego, a nie systemem przekładni mechanicznych, Wszystkie mechanizmy rolby są wprawiane w ruch siłownikami i pompami hydraulicznymi, co zdecydowanie upraszcza budowę całej maszyny. Koła rolby uzbrojone są w kolce zapewniające przyczepność.
Niegdyś firma Rolba była dostawcą maszyn do eksploatacji lodowisk na rynek europejski, tworząc sprzęt na wzór produktów marki Zamboni. Z czasem jednak Zamboni zdominował również rynek europejski, a Rolba skupiła się na wyspecjalizowanych ratrakach śnieżnych.
Popularny i najbardziej rozpowszechniony model maszyny „Zamboni 520” waży 2,9 tony, porusza ją silnik Forda zasilany benzyną lub gazem LPG o pojemności skokowej 2,3 litra i mocy 53 KM. Dla potrzeb krytych lodowisk maszyna jest wyposażana w napęd elektryczny. Waży 5 ton i nosi oznaczenie 'Zamboni 552'. Zbiornik wody mieści do 720 litrów wody, a zbiornik śniegu ma 3 metry sześcienne pojemności. Inne popularne marki maszyn do pielęgnacji lodu to n-ICE, WM i Olympia.
W Polsce w 1973 w Sanockiej Fabryce Autobusów „Autosan” została skonstruowana rolba, wykorzystywana na lodowisku Torsan dla klubu Stali Sanok.